# پیر مک اورلان
پیر مک اورلان (به فرانسوی: Pierre Dumarchais, dit Pierre Mac-Orlan) نویسنده، شاعر و مقاله‌نویس قرن نوزدهم میلادی اهل فرانسه است.